# Farhad Rachidi
Farhad Rachidi (Ginevra, 22 agosto 1962) è un ingegnere iraniano specializzato in ingegneria elettrica.

## Formazione
Rachidi è il figlio di Davoud Rashidi, un famoso attore e regista teatrale iraniano. All'età di 3 mesi la sua famiglia decise di tornare in Iran. Ha frequentato la scuola elementare Marika (Shahdokht Farahnaz) e la Razi High-School franco-iraniana a Teheran conseguendo il diploma nel 1980. Nello stesso anno si trasferisce a Losanna e inizia a studiare ingegneria elettrica, conseguendo la laurea e il dottorato presso l'Istituto Federale Svizzero di Tecnologia (EPFL), a Losanna, rispettivamente nel 1986 e nel 1991.

## Carriera
Rachidi ha lavorato presso il Power Systems Laboratory dello stesso istituto fino al 1996 e ha passato diversi periodi presso l'Università della Florida e presso il Kennedy Space Center della NASA. Nel 1997, è entrato a far parte del Lightning Research Laboratory dell'Università di Toronto in Canada e dall'aprile 1998 al settembre 1999 ha lavorato presso Montena EMC in Svizzera. Attualmente è professore titolare e capo del laboratorio EMC presso l'Istituto federale svizzero di tecnologia (EPFL), a Losanna. I suoi interessi di ricerca comprendono lo studio elettromagnetico delle fulminazioni, la compatibilità elettromagnetica, l'applicazione dell'elettromagnetismo allo sminamento umanitario e l'elettromagnetic time reversal. In collaborazione con il professor Carlo Alberto Nucci dell'Università di Bologna, ha sviluppato modelli per la valutazione delle radiazioni elettromagnetiche prodotte dalle fulminazioni, che sono stati ampiamente utilizzati nelle applicazioni ingegneristiche riguardanti i fulmini. Uno dei contributi più importanti apportati da Rachidi è lo sviluppo di un modello che descriva l'interazione di un campo elettromagnetico con una linea di trasmissione. 
Rachidi è stato anche vicepresidente della "European COST Action on the Physics of Lightning Flash and its Effects" (2005-2009), presidente della "International Conference on Lightning Protection" (2008-2014), e caporedattore della IEEE Transactions on Electromagnetic Compatibility (2013-2015). Attualmente è presidente del Comitato nazionale svizzero dell'Unione internazionale delle scienze radiofoniche (URSI) e docente illustre della IEEE Electromagnetic Compatibility Society. Rachidi è inoltre membro IEEE, EMP Fellow e Electromagnetics Academy Fellow.

## Modello Rachidi
Questo modello, noto come modello Rachidi, è ampiamente utilizzato in letteratura per la valutazione dei disturbi indotti dal campo nelle linee di trasmissione. Un altro notevole contributo è la strumentazione della torre Säntis in Svizzera per misurazioni delle correnti di fulmine. Questo progetto è stato avviato assieme a Marcos Rubinstein e Mario Paolone. Dall'implementazione degli strumenti nel 2010, diverse centinaia di lampi sono stati registrati con successo dalla torre e la stazione è stata un sito sperimentale primario utilizzato da ricercatori e ingegneri coinvolti nella ricerca e nella protezione da fulmini. I dati ottenuti costituiscono il più grande dataset sulla corrente di fulmine disponibili ad oggi. Altre attività di Rachidi includono lo sviluppo dei cosiddetti modelli di linee di trasmissione a "onda intera" (in collaborazione con Sergei Tkachenko) e l'uso della tecnica di electromagnetic time reversal (EMTR) per localizzare fulminazioni e guasti nelle reti elettriche (in collaborazione con Marcos Rubinstein e Mario Paolone). 

## Pubblicazioni
Farhad Rachidi è autore o coautore di circa 150 articoli scientifici pubblicati su riviste peer-reviewed, oltre 350 articoli presentati a conferenze internazionali, 3 libri e più di 10 capitoli di libro. Uno dei suoi libri (Electromagnetic Field Interaction with Transmission Lines. From Classical Theory to HF Radiation Effects) è stato tradotto in cinese e pubblicato dall'Università Tsinghua.

## Riconoscimenti
In riconoscimento delle sue eccezionali attività di ricerca nel campo dei fulmini, dell'elettromagnetismo e della compatibilità elettromagnetica, ha ricevuto numerosi riconoscimenti, tra cui l'IEEE EMC Society Technical Achievement Award (2005), il CIGRE Technical Committee Award (2005), e la Blondel Medal dell'Associazione francese di ingegneria elettrica, elettronica, dell'informazione e delle telecomunicazioni (2006). Nel 2014, Farhad Rachidi è stato insignito del titolo di professore onorario dell'Università di Xi'an Jiaotong in Cina.
Nell'ottobre 2016 Farhad Rachidi ha ricevuto il prestigioso Karl Berger Award per straordinari risultati teorici e sperimentali nella ricerca sulle fulminazioni. Il premio Karl Berger è il massimo riconoscimento dato dalla "Conferenza internazionale sulla protezione contro i fulmini" (ICLP). La conferenza fu istituita nel 1951 da un gruppo di eminenti scienziati ed è ora considerata la più prestigiosa nel campo della fisica delle fulminazioni e della protezione da queste. 